# جانوس جاجوس
جانوس جاجوس (بالبولندية: Janusz Jerzy Gajos )‏ (و. 1939  م) هو ممثل مسرحي، وممثل أفلام، ومخرج أفلام، وممثل تلفزي بولندي، ولد في دابروفا غورنيزا.

## التعليم
تعلم في المدرسة الوطنية للأفلام في وودج
.

## جوائز
حصل على جوائز منها:
- ميدالية الاستحقاق للثقافة [الإنجليزية]‏
- نيشان بولونيا ريستيتوتا

## وصلات خارجية
- جانوس جاجوس على موقع IMDb (الإنجليزية)
- جانوس جاجوس على موقع قاعدة بيانات الأفلام العربية
- جانوس جاجوس على موقع قاعدة بيانات الأفلام العربية
- جانوس جاجوس على موقع ألو سيني (الفرنسية)
- جانوس جاجوس على موقع ميوزك برينز (الإنجليزية)
- جانوس جاجوس على موقع أول موفي (الإنجليزية)
- جانوس جاجوس على موقع قاعدة بيانات الأفلام السويدية (السويدية)
- جانوس جاجوس على موقع قاعدة بيانات الفيلم (الإنجليزية)
- جانوس جاجوس على موقع كينوبويسك (الروسية)